# Praina irazuna
Praina irazuna là một loài bướm đêm trong họ Noctuidae.